# ام‌بیو
ام‌بیو (به پرتغالی: AmBev) مختصر شده امریکن بیوریج، شرکت نوشیدنی برزیلی است، که در زمینه تولید و عرضه آبجو، نوشابه و سایر نوشیدنی‌ها فعالیت می‌کند و بزرگترین زیرمجموعه شرکت آنهویزر-بوش انبیو به‌شمار می‌آید.
شرکت ام‌بیو در سال ۱۹۹۹ از ادغام ۲ شرکت تولیدکننده نوشیدنی برزیلی تشکیل شد و در حال حاضر دارای عملیات و کارخانجات تولیدی در ۱۴ کشور جهان است. این شرکت بزرگترین کارخانه آبجوسازی آمریکای لاتین، می‌باشد، همچنین به‌عنوان پنجمین شرکت آبجوسازی جهان محسوب می‌شود.
شرکت ام‌بیو همچنین بزرگترین نمایندگی فروش شرکت پپسی‌کو در جهان است، که نمایندگی تولید و فروش محصولات پپسی‌کو را در آمریکای لاتین دارا می‌باشد و برندهایی چون پپسی، لیپتون و گیتورید را عرضه می‌نماید.
دفتر مرکزی این شرکت در شهر سائوپائولو، برزیل قرار دارد و بخشی از سهام آن در بازارهای بورس نیویورک و بورس سائوپائولو معامله می‌شود.